# Lepidodactylus pumilus
Espèce
Synonymes
- Gecko pumilus Boulenger, 1885

Lepidodactylus pumilus est une espèce de geckos de la famille des Gekkonidae.

## Répartition
Cette espèce se rencontre dans la péninsule du cap York et les îles du détroit de Torrès au Queensland en Australie et dans le sud de la Papouasie-Nouvelle-Guinée.

## Publication originale
- Boulenger, 1885 : Descriptions of three new species of geckoes. Annals and Magazine of Natural History, ser. 5, vol. 16, p. 473-475 (texte intégral).